# Ivo Bláha
Ivo Bláha (14. března 1936 Litomyšl – 27. listopadu 2023) byl český hudební skladatel a pedagog.

## Život
Po maturitě na Gymnáziu v Kladně se věnoval studiu skladby na pražské Hudební fakultě Akademie múzických umění ve třídě Jaroslava Řídkého a Vladimíra Sommera (1954–1958, absolventská práce: Koncert pro orchestr). Vojenskou prezenční službu absolvoval u vojenské dechové hudby v Českém Krumlově (1958–1960). Zároveň zde dirigoval místní symfonický orchestr Dalibor a organizoval komorní koncerty soudobé hudby, na nichž účinkoval jako houslista a klavírista. Následně byl zaměstnán jako člen orchestru Městského divadla v Kladně (1960–1962). Příležitostně pracoval též jako korektor (Český hudební fond) a hudební režisér (Supraphon). V letech 1964–1972 byl asistentem a tajemníkem katedry skladby na Hudební fakultě AMU, kde působil jako pedagog hudebně teoretických a skladebných disciplín. Současně zde absolvoval pětileté studium umělecké aspirantury u Emila Hlobila, které dokončil v roce 1970 (závěrečná práce: Koncert pro housle a orchestr). Účastnil se též kursu elektroakustické hudby v Experimentálním studiu Čs. rozhlasu v Plzni vedeného Miloslavem Kabeláčem a Eduardem Herzogem. (V tomto zvukovém studiu následně vznikala skladba pro spíkra, flétnu, hoboj, klarinet a zvukový pás Ta láska 1973–1975.)
Zvláště významné je jeho dlouhodobé angažmá kmenového pedagoga Filmové a televizní fakulty AMU (1967–2011). Vyučoval zde hudebně teoretické předměty, hudební praktikum, zvukovou dramaturgii audiovizuální tvorby, střih a úpravu hudební nahrávky, vedl diplomní semináře, praktická zvuková a filmová cvičení, byl konzultantem, vedoucím a oponentem řady diplomních a disertačních prací. V roce 1980 založil na FAMU nový studijní obor Zvuková tvorba, který v období 1993–2011 řídil ve funkci vedoucího Katedry zvukové tvorby. V roce 1985 se stal docentem, roku 1999 byl jmenován profesorem. Je pověřován funkcí předsedy státní zkušební komise u habilitací a profesorských řízení na AMU. Působí též v oborové komisi katedry zvukové tvorby hudební fakulty AMU.
Ve svém kompozičním díle se soustřeďuje na hudbu komorní, orchestrální i vokální. Velkou pozornost věnuje také tvorbě pro děti, zejména dětským sborům. Je rovněž autorem sborových úprav národních písní a hudby ke krátkým filmům. Ve skladebném slohu dospěl k vlastní syntéze v rámci uvolněné tonality. Za charakteristické rysy jeho tvorby lze považovat tendenci ke skladebnému perfekcionismu, smysl pro detail i architekturu celku a cit pro témbr a výraz hudby. Patrný je též autorův sklon k vynalézavosti. Jeho hudba je zpravidla emotivně laděná – fantaskní, lyrická, rozjímavá, lehce úsměvná…
Smyčcový kvartet č. 3 získal přední umístění na Mezinárodní skladatelské tribuně UNESCO v Paříži (1991), za miniatury pro sólovou kytaru Zoolekce II. byla skladateli udělena výroční cena Českého hudebního fondu (1993). Získal rovněž několik cen za sborové cykly v skladatelských soutěžích vokální tvorby Jirkov – Olomouc (Něco pro uši, Písničky s věnováním a Beruška, hroch a počitadlo). Řada vokálních skladeb byla oceněna v mezinárodní soutěži Opus Ignotum - dětský sbor Ježíšku, Ježíšku obdržel 1. cenu (2019). Skladba Whirls pro smyčce zvítězila v mezinárodní soutěži SCMEA - South Carolina Music Educators Association (2019).[zdroj?]
Své pedagogické zkušenosti teoreticky zpracoval v řadě odborných publikací o tvůrčí práci s filmovým zvukem, které slouží jako základní odborná literatura při výuce na domácích i zahraničních školách (nejvýznamnější: Zvuková dramaturgie audiovizuálního díla – 2004, 2006, 2014). Ke své skladbě Samomluva s marimbou natočil stejnojmennou filmovou verzi podle vlastního scénáře (2010).
Svoji hudební tvorbu publikoval u společností Panton, Supraphon, Editions Lemoine Paris, Triga Praha, Český hudební fond a Schott. Autorovy rukopisy jsou uloženy v archivech Českého hudebního fondu, Českého rozhlasu Praha a Knihovny HAMU. Je členem výboru Společnosti českých skladatelů (AHUV).

## Dílo

### Orchestrální skladby
- Koncert pro orchestr (1958)
- Koncert pro bicí nástroje a symfonický orchestr (1964)
- Koncert pro housle a orchestr (1968)e
- Sinfonia „Per archi“ (1977)
- Bergamasca, symfonické scherzo (2000)
- Ornamenty pro klavír a orchestr (2003)
- Cyklorama pro orchestr (2005)
- Passacaglia na téma J.S. Bacha pro violoncello a smyčcový orchestr (2008)
- Orbis Musicus for three guitars & chamber orchestra (2011)
- Juliana, tarantella pro dechový orchestr (2016)
- Castle Suite / Zámecká suita / for student string orchestra and percussion (2016)
- Post festum for symphonic orchestra (2017)
- Lovecká / Hunting / pro 2 horny, smyčce a tympány (2018)
- Slavnost / Festivity / pro 2 horny, smyčce a tympány (2018)
- Studentská suita pro smyčcový orchestr / Student Suite for string orchestra (2019)
- V letu pro smyčcový orchestr / Flight for string orchestra (2021)
- Youth hymn for singing and string orchestra - English lyrics (2021)

### Komorní skladby
- Dechový kvintet (1956)
- 1. smyčcový kvartet (1957)
- Tři věty (Sonata) pro housle a klavír (1961)
- Jarní hry, suita pro dechové kvinteto (1962)
- Samota, sonáta o třech větách pro sólové housle (1965)
- Hudba pro pět dřevěných nástrojů (1965)
- 2. smyčcový kvartet (1966)
- Tři toccatové studie pro klavír (1967)
- Hudba k obrazům přítele pro flétnu, hoboj a klarinet (1971)
- Sonata per violoncello e piano (1972)
- Ta láska, hudba k básni J. Préverta pro spíkra, flétnu, hoboj, klarinet a zvukový záznam (1975)
- Dvě invence pro sólovou flétnu (1974)
- Duo per clarinetto basso e piano (1975)
- Paprsky pro klavír (1976)
- Housle, věta pro sólové housle (1979)
- Hymnus per organo (1980)
- Sonata transparenta pro flétnu a klavír (1982)
- Moravské kolébavky, hudební obrázky na lidové písně pro soprán, flétnu a klavír (1982)
- 3. smyčcový kvartet (1983)
- Klenby pro varhany (1986)
- Zoolekce / Zoolessons / aneb Hodiny živočichopisu, 11 miniatur pro sólovou kytaru (1984, 1987)
- Imaginace pro housle a klavír (1988)
- Sonata introspectiva per viola (1989)
- Senza arco / Missing Bow / pro smyčcové kvarteto (1994)
- Quasi sonata per clavicembalo (1998)
- Makrokosmos pro klavír (1998)
- 4. smyčcový kvartet "Curriculum vitae" (2000)
- 1 plus minus 1, hudební výstup pro flétnistku a houslistu / musical scene for violinist-man and flautist-woman (2001)
- Samomluva s marimbou /Soliloquy with Marimba / pro marimbu a hlas hráče (2001)
- Hádes pro kontrafagot a klavír (2002, rev. 2019)
- Satyrovy kruhy /Satyr's Circles / pro sólový klarinet (2003)
- Čtverylka, taneční fantazie pro čtveřici viol /Quadrille – dance fantasy for viola foursome (2004)
- Senza arco /Missing Bow / pro čtyři violy (2004)
- Zoolekce /Zoolessons /, 11 miniatur pro cembalo (2005)
- Alter ego per violino e viola (2005)
- Piano Trio č. 1 pro housle, violoncello a klavír (2006)
- Intrada for three trumpets (2006)
- "RE" pro tři kytary (2009)
- Pocta hornám pro čtyři lesní rohy / Homage to Horns for four French horns (2011 )
- Piano Trio č. 2 pro housle, violoncello a klavír (2013)
- Levitace pro sólové housle (2014)
- Vivat pro 8 horen a tubu (2014)
- Vivat pro 4 horny a tubu (2015)
- Fantasia per pianoforte (2015)
- Fair Play, concertino for flute, clarinet, French horn, bassoon and piano (2016)
- Capriccio per violoncello solo (2017)
- Brass Ten for 3 trumpets, 3 horns, 3 trombones and tuba (2020)
- Momentky pro klavír / Snapshots for piano (2020)
- Vábení pro klarinet / Calls for clarinet (2022)
- Flauto animato per flauto solo (2022, 2023)
- Divertimento pro harfu (2022)

### Vokální skladby
- Sentence o životě, smrti a věčném času pro mužský sbor a cappella, tři sbory na latinské texty (1966)
- Moravské kolébavky, hudební obrázky na lidové písně pro soprán, flétnu a klavír (1982)
- Student Hymn for singing and string orchestra - English lyrics (2021)
- Student Hymn for singing and piano - English lyrics (2021)
- Student Hymn for mixed choir a cappella - English lyrics (2022)

### Skladby pro děti a mládež

#### instrumentální
- Cyklus dětských skladeb pro klavír (1954)
- Duetto facile pro housle či houslový soubor (1970)
- Variace na českou národní píseň pro tři flétny (1975)
- O dechovém kvintetu, hudba s průvodním slovem pro školní koncerty (1975)
- S úctou k Mistrům pro housle a klavír (1978)
- Preludium pro kočku, piano (1979)
- Znělky pro žesťové soubory (1980)
- Přijeli k nám muzikanti, hudba s průvodním slovem pro školní koncerty (1983)
- Hrátky s drátky, pět miniatur z dětského světa pro 2-3 housle či houslový soubor (1986)
- Slovenské národní písně pro zobcové flétny a bicí (1989)
- Senza arco (Missing Bow) pro smyčcové kvarteto (1994)
- Zámecká suita pro dětský smyčcový orchestr a bicí (2016)
- Nokturno, úpravy pro cello a klavír, pro flétnu a kytary (2017)
- Čertík / Little Devil / pro cello a klavír (2017)
- Studentská suita pro smyčcový orchestr (2019)
- Pojď za mnou! (Follow Me!) pro dvoje housle a piano (2019)
- Víření / Whirling / pro klavír na 4 ruce / for piano four hands (2019)
- Bratříci pro zobcovou flétnu a piano / for recorder and piano (2020)
- Starodávný tanec / Old-time Dance / per due violini e piano (2020)
- Brass Ten for 3 trumpets, 3 horns, 3 trombones and tuba (2020)
- Ťuky-ťuky-ťuk / Pit-a-pit-a-pat pro klavír (2020)
- Víření / Whirling / - úprava pro dvoje housle a klavír / for two violins and piano (2021)
- Smím prosit? - May I Have This Dance? pro dvě kytary (2021)
- Jak to zní? pro kytarové duo / How's it Sound? for guitar duo (2021)
- Starodávný tanec / Old-time Dance - úprava pro zobcovou flétnu a klavír (2021)
- Zasněná / Dreamy - úprava klavírního originálu pro dvě kytary (2021)
- Pastorela - úprava klavírního originálu pro dvě kytary (2021)
- Lodička / Little Boat - úprava klavírního originálu pro dvě kytary (2021)
- Taneček pro školní smyčcový orchestr / Little Dance for school string orchestra (2021)
- Pastorela - úprava klavírního originálu pro flétnu a kytaru (2022)
- Starodávný tanec / Old-time Dance - úprava pro dvě flétny, housle a violu (2022)
- Zámecký tanec / Castle Dance - úprava pro dvě flétny, housle a violu (2023)
- Pojď za mnou! (Follow Me!) pro zobcovou flétnu a piano (2023)

#### vokální
- Co je krásy na světě, kantátový cyklus pro dětský sbor a komorní orchestr (1958)
- Říkadla pro dětský sbor s dětskými instrumenty (1964)
- Nevídáno, písničky na slova J. Kainara pro dětský sbor s ladičkou (1970))
- Jizerka, píseň pro dětský sbor a klavír (1983)
- Sedmikráska, píseň pro dětský sbor a klavír (1983)
- Cvrčci, jednohlasá píseň pro dětský sbor s klavírem (1983)
- Něco pro uši, tři dětské sbory s klavírem: Melou tety, Kolovrátek, Rodičové velectění (1983)
- Netolická, píseň pro dětský sbor a klavír (1983)
- Poselství Praha - Tokio, pro dětský sbor a cappella (1983)
- Písničky s věnováním, čtyři dětské sbory s klavírem a zobcovou flétnou (1983)
- Beruška, hroch a počitadlo, tři jednohlasé písničky pro sbor mladších dětí a klavír: O berušce, Starý hroch, Počitadlo (1983)
- Ciao, Miao, píseň pro dětský sbor s dechovým kvintetem (1984)
- Koťata, jednohlasá píseň pro sbor mladších dětí a klavír (1985)
- Otava, dětský sbor a cappella (1997)
- Radost všem, vánoční cyklus pro dětský sbor a instrumentální soubor (1997)
- Strunám starobylým pro dětský sbor a cappella: Loutna, Cembalo, Harfa (1998)
- Jaro, vítej!, malá kantáta pro sbor mladších dětí, klavír a dětské nástroje (1998)
- Čekanky / Blue Chicory / pro dětský sbor a klavír (2001)
- Živá voda, cyklus pro dětský sbor a klavír (9 částí) (2001)
- Zvonky pro dětský sbor a zvonkohru (2004)
- Medvědí písničky: Medvídě, Medvěd vševěd, Zámecký pán (2004)
- Jak pěstovat lilie pro dětský sbor a klavír (2009)
- We can sing English - 1. English Alphabet, 2. An Expert, 3. Calendar (2014)
- Až do Tramtárie, cyklus pro sbor nejmladších dětí a klavír (2016)
- Krávy, píseň pro sbor nejmladších dětí a klavír - též v anglické verzi Cows (2018)
- Medvědění pro dětský sbor a klavír (2021)
- Youth Hymn for singing and piano - English lyrics (2021)
- Youth Hymn for mixed choir a cappella - English lyrics (2022)
- Ptačí svatba pro sbor mladších dětí a klavír (2023)

### Úpravy
- Tři lidové písně pro dětský sbor a klavír (1961)
- Bohuslav Martinů: Legenda o sv. Dorotě - úprava pro dva klavíry (či čtyřruční klavír) a bicí (2018)
- K Budějicům cesta - úprava jihočeské lidové písně pro dětský sbor a klavír (2019)
- Čižmičky, úprava slovenských lidových písní pro smíšený sbor, dvě flétny a perkuse (2020)
- Prala som ja na potôčku - úprava slovenské lidové písně pro smíšený sbor, dvě zobcové flétny a bicí (2020)
- Sluníčko polední - úprava české lidové písně pro mužský sbor s klarinetem ad lib. (2020)
- Už je slúnko... - úprava české lidové písně pro smíšený sbor (2020)
- Co se to tam blejská - úprava české lidové písně pro ženský sbor a buben (2020)
- Chytil táta sojku - úprava české lidové písně pro zpěv a klavír (2023)

### Odborná díla
- Zvuková dramaturgie filmu (Státní pedagogické nakladatelství Praha 1983)
- Základy zvukové dramaturgie ve filmu a televizi (Státní pedagogické nakladatelství Praha 1987)
- Zvuková dramaturgie audiovizuálního díla (Akademie múzických umění v Praze 2004, 2006, 2014)
- Dramaturgija zvuku u audio-vizuelnom delu (Akademski filmski centar, Beograd 2008)